# Palaeoreas
Palaeoreas è un genere di mammiferi artiodattili estinti, appartenenti ai bovidi. Visse nel Miocene superiore (circa 8 - 5,5 milioni di anni fa) e i suoi resti fossili sono stati ritrovati in Europa e in Asia minore.

## Descrizione
Questo animale era una sorta di piccola antilope, e il cranio solitamente non superava i 20-25 centimetri di lunghezza. La scatola cranica non era molto lunga, e il muso era corto; le due corna erano simili a quelle dei tragelafini odierni ed erano piuttosto lunghe, dirette all'indietro e non ricurve, ed erano ritorte (come quelle dell'attuale eland). Le corna erano robuste, moderatamente divergenti e dalla sezione quasi circolare, con due carene opposte. Le corna erano presenti solo nei maschi. La dentatura era costituita da molari e premolari a corona relativamente alta; i molari superiori erano dotati di coste e stili poco accentuati.

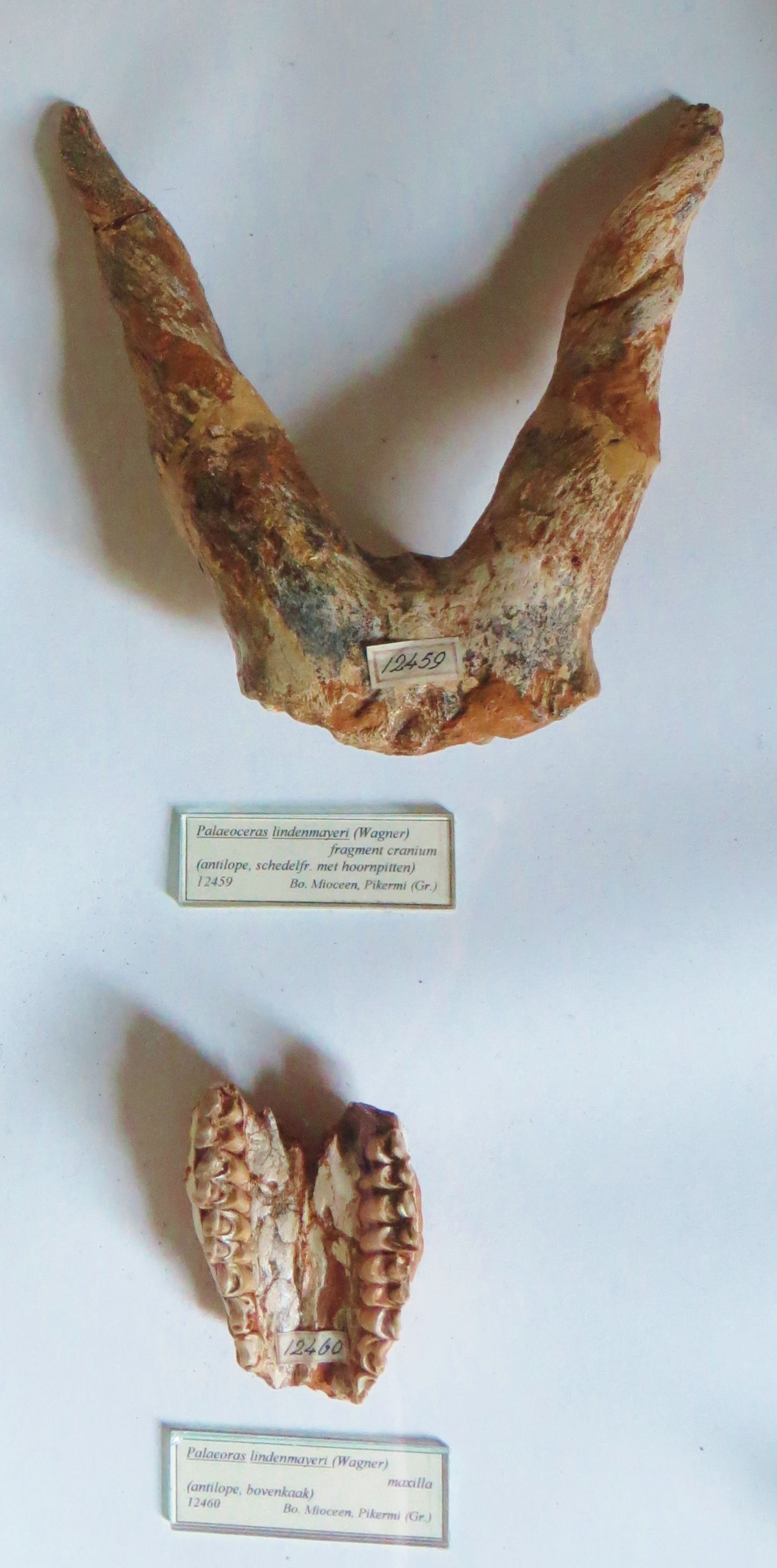
Corna e mascella di Palaeoreas lindermayeri, conservate al Teylers Museum di Haarlem

## Classificazione
I primi fossili appartenenti a questo genere furono ritrovati nel giacimento di Pikermi in Grecia, e vennero descritti nel 1848 da Wagner come Antilope lindermayeri. Fu poi Albert Gaudry nel 1861 a istituire il genere Palaeoreas per questa specie (Palaeoreas lindermayeri). Questa specie, dalle tipiche corna ritorte, è stata in seguito ritrovata anche in vari giacimenti delle isole del Mediterraneo (ad esempio Samos) ma anche in Bulgaria (Kalimantsi e Hadjidimovo); a Palaeoreas sono state attribuite anche altre specie: P. zouavei di Ravin des Zouaves (Grecia settentrionale) era leggermente più grande, dotata di corna in proporzione più piccole e con forami sopraorbitali più ampi. P. elegans e P. brachyceras della Turchia possiedono corna spiralate e una sutura interfrontale non fusa, e per queste caratteristiche, secondo recenti revisioni, non sarebbero da attribuire al genere Palaeoreas (Geraads et al., 2003). La specie P. asiaticus, anch'essa della Turchia, potrebbe invece appartenere al genere Palaeoreas. 

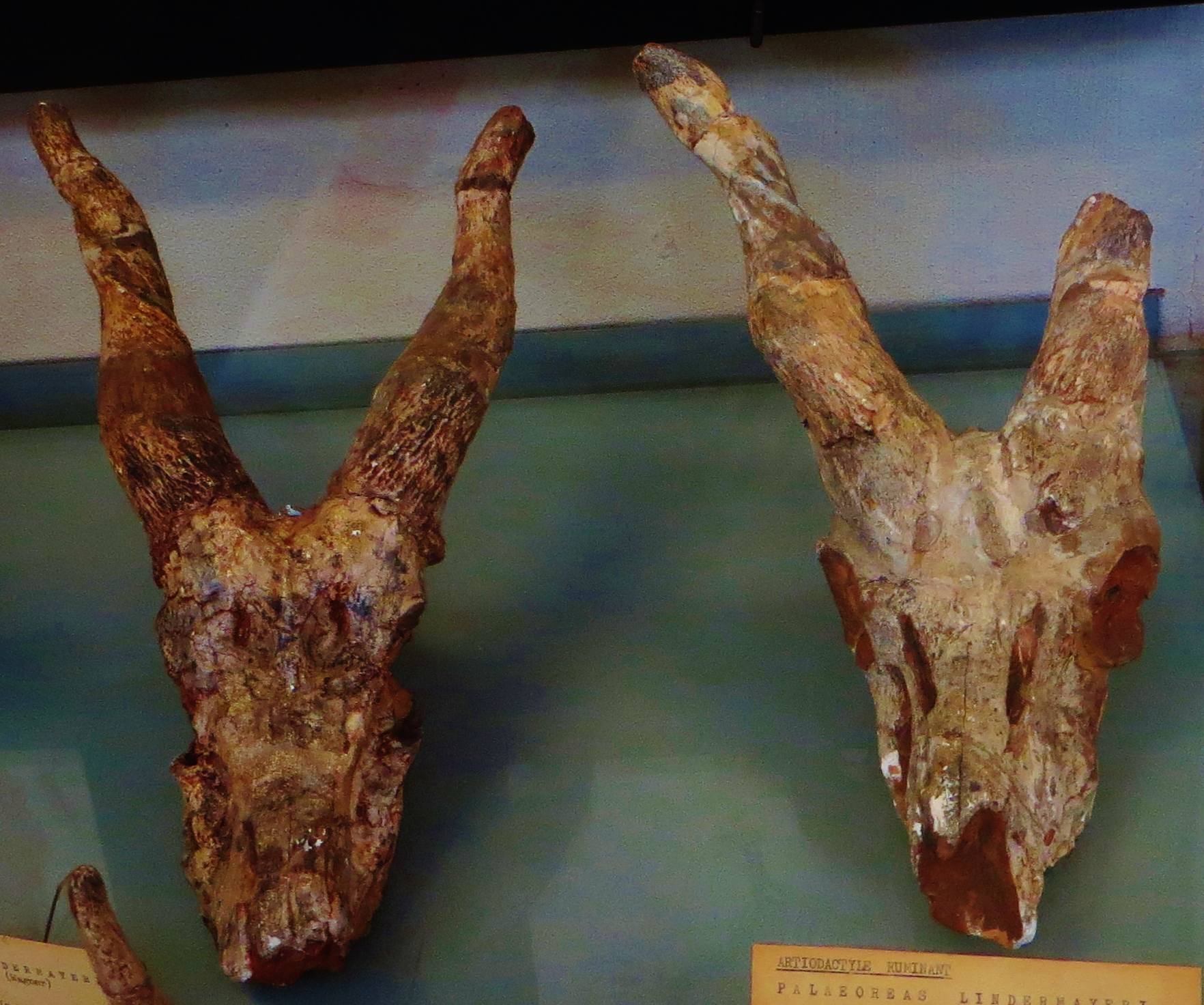
Crani di Palaeoreas lindermayeri

In ogni caso, le parentele di Palaeoreas non sono ben chiare; benché simile nella struttura delle corna ai tragelafini, Palaeoreas non è realmente assimilabile ad alcun gruppo noto.

## Paleoecologia e paleobiologia
La robustezza delle corna e della parte posteriore del cranio suggerisce che Palaeoreas ingaggiasse combattimenti intraspecifici tra maschi, mentre le femmine prive di corna non entravano in competizione fra loro; probabilmente i maschi si spingevano l'uno contro l'altro, un po' come accade nei maschi del genere odierno Antilope.